# Rio Hudson
O rio Hudson (em inglês:  Hudson River) é um rio com extensão de 315 milhas (510 km) e que flui de norte a sul, principalmente através do oeste de Nova Iorque nos Estados Unidos. O rio nasce nas montanhas Adirondack do estado de Nova Iorque, flui para o sul através do Vale do Hudson até a Upper New York Bay entre New York City e Jersey City. Ele finalmente deságua no Oceano Atlântico no porto de Nova Iorque. O rio serve como uma fronteira política entre os estados de Nova Jersey e Nova Iorque em sua extremidade sul. Mais ao norte, ele marca as fronteiras locais entre vários condados de Nova York. A metade inferior do rio é um estuário de marés, mais profundo do que o corpo de água para o qual deságua, ocupando o Fiorde Hudson, uma enseada que se formou durante o período mais recente da glaciação norte-americana, que se estima ter ocorrido há entre 26 000 e 13 300 anos. As águas das marés influenciam o fluxo do Hudson desde o extremo norte da cidade de Troy.
O rio leva o nome do inglês Henry Hudson, que navegava para a Companhia Holandesa das Índias Orientais, que o explorou em 1609, e que dá nome à Baía de Hudson, no Canadá. Ele já havia sido observado pelo explorador italiano Giovanni da Verrazzano navegando para o rei Francisco I da França em 1524, quando ele se tornou o primeiro europeu conhecido a entrar na Baía de Alta Nova York. Os holandeses chamaram o rio de North River — com o rio Delaware chamado de South River — e ele formou a espinha dorsal da colônia holandesa de Novos Países Baixos. Os assentamentos da colônia agruparam-se em torno do Hudson, e sua importância estratégica como porta de entrada para o interior americano levou a anos de competição entre ingleses e holandeses pelo controle do rio e da colônia.
O Hudson também era a saída oriental do Canal Erie, que, quando concluído em 1825, se tornou uma importante artéria de transporte para os Estados Unidos do início do século XIX.

## Galeria de imagens

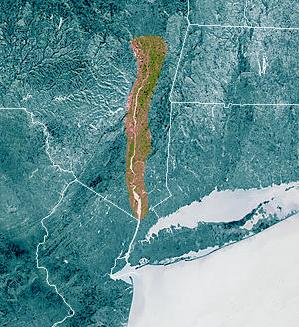
Localização do vale do Hudson, cortesia NASA
Rio Hudson
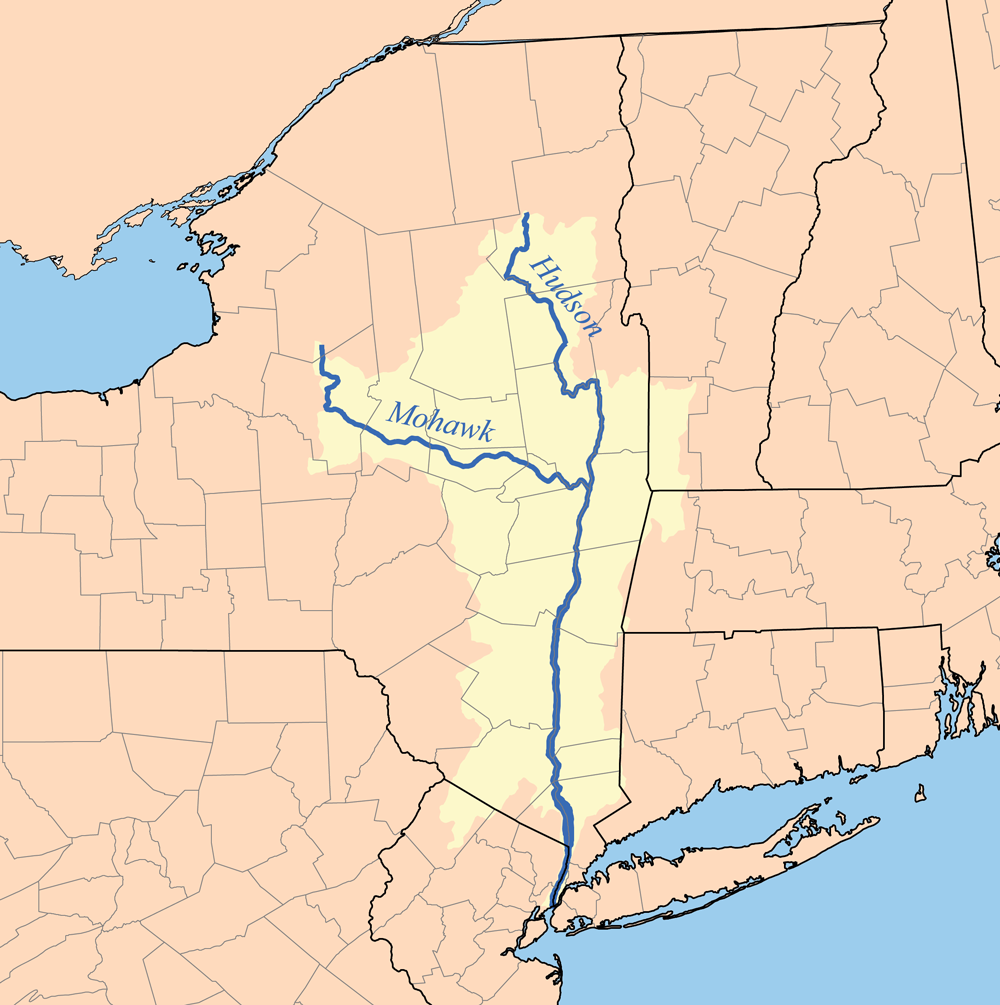
O rio Hudson, em Nova Iorque